# Cometa Zhu-Balam
El Cometa Zhu-Balam es un cometa no periódico identificado por David Balam el 8 de junio de 1997 aunque había sido fotografiado por Gin Zhu el 3 de junio de 1997. El cometa tiene un diámetro estimado en 10 kilómetros con un período de aproximadamente 66.000 años. La distancia estimada al sol es de 24.920176 UA (unidades astronómicas). Ante la relativa lejanía y el período tan extenso, es difícil aventurar aún su próximo perihelio.
- Datos: Q3493394